# خانه امن (مجموعه مستند)
"خانهٔ امن" مجموعه مستند تلویزیونی به کارگردانی مرتضی خرم دشتی و تهیه کنندگی محسن بخارایی است که به سفارش شبکه چهارم سیما تولید شده‌است. تصویربرداری این مجموعه از اسفند ۹۱ آغاز و مراحل آماده سازی مجموعه تا شهریور ۹۲ به طول انجامیده است. این مجموعه مستند در ۷ قسمت ۵۰ دقیقه ای تولید و گفتار متن آن توسط جلال مقــامی، دوبلور پیشکسوت سینما و تلویزیون در استودیو بهاران و زیر  محمدحقیقی ضبط گردید.
این مجموعه مستند پرتکرارترین مستند با موضوع کاشان و معماری خانه هایش در شبکه های مختلف سیما طی سالهای گذشته است. علاوه بر شبکه چهار، شبکه های مستند، شبکه سه و جام جم بیشترین تکرار را در پخش این مجموعه داشته اند.

## داستان
"مجموعه مستند خانهٔ امن" به بررسی نقش معماری و خانه در زندگی گذشتهٔ ایرانیان می‌پردازد. سری اول این مجموعه خانه‌های کویری و اقلیم کاشان را بررسی می‌کند. در این مجموعه سعی شده با اشاره به نکات خاص معماری کویر و سبک زندگی کویر نشینان تصویر جامعی از زندگی و خانه‌های مردم کویر ارائه شود. 
خانهٔ امن می‌خواهد دریچه‌ای به دنیای امن و آرام گذشته باشد و نشان دهد مفهوم خانه در طی سالیان دستخوش تغییرات فراوانی شده‌است. سری اول این مجموعه ۷ قسمت دارد.
چشمهٔ زندگی، اقلیمِ فین، شهرِ مردم، خانه عباسیان، خانه طباطبایی، خانه بروجردی و زندگی ایرانی نام قسمت‌های مختلف این مجموعه است.
در قسمت اول، چشمه‌ای جاودانی معرفی می‌شود که مبدأ تمدن هفت هزار سالهٔ سیلک است. سپس از چگونگی پیدایش و بقای آن تمدن در کنار شهر فعلی کاشان صحبت می‌شود. قسمت دوم به اقلیم خوش آب و هوای فین و باغ تاریخی فین می‌پردازد. باغی که شاهد سلسله‌های بزرگ پادشاهی ایران بوده‌است و هنوز در میان درختان چند صد ساله پذیرای مردم است. در قسمت سوم کم کم وارد شهر کاشان می‌شویم. شهری که با نمادهای مذهبی و تجاری خود زبانزد مشتاقان تاریخ و معماری است. سه قسمت بعد وارد خانه‌های تاریخی کویر می‌شود. خانه‌هایی با معماری منحصربه‌فرد که هر کدام رازهای بزرگی در دل خود نهان دارند. قسمت آخر مجموعه هم زندگی ایرانی را در میان خانه‌های کویری به تصویر می‌کشد. زندگی گرم و آرامی که در طی سالیان از ذهن‌ها فراموش شده‌است.

## عوامل
مجموعه مستند خانه امن (سری اول – کویر مرکزی ایران – منطقه کاشان)
مدیرهنری و کارگردان: مرتضی خرم دشتی
تهیه کننده: محسن بخارائی
راوی: جـــلال مقـامی
نویسنده: مطهره حاجی زاده
مدیر تصویربرداری: علی شاهیده
مجری طرح: مؤسسه تولید فیلم رسانه امروز
مشاور کارگردان:امیر عباس مهندس
برنامه ریز و دستیار اول کارگردان: علی رضا ناصری منفرد
دستیار کارگردان: علی خوشدلی
منشی صحنه: سارا داوری
دستیار اول پرونده: محسن میرزابیگی
دستیاران پرونده: علی اسدی/نیما بیات/محسن روشن روان/محسن میرجعفری/عباس احمدی
مدیر تولید: امید بخارائی
مدیر تدارکات: غلامرضا زیلویی
دستیاران تولید: مصطفی زمردی/بهزاد شفافی/حامد چاکری/مسعود دست آموز
صــدا: محمد حقیقی
استودیو: استودیو بهاران
صحنه: امیر همایون بخارائی
دستیاران صحنه: مصطفی باقی/مهدی حیدریان/مصطفی نعلچی
تدوین :علی شاهیده
عکاس و فیلمبردار پشت صحنه: محمدرضا پیله وریان
هماهنگی: مرتضی باقی
روابط عمومی: احسان نعلچی
سینه موبیل: محمد معصومعلی
حمل و نقل: محسن رئیسی/مرتضی حداد/اصغر عظیمی/مرتضی یوسفی
پشتیبانی فنی: محسن غفارزاده
تولید شبکه چهارم سیما